# Amoeiro (parroquia)
Amoeiro (llamada oficialmente Santa María de Amoeiro) es una parroquia, una aldea y una entidad de población española del municipio de Amoeiro, en la provincia de Orense, Galicia.

## Organización territorial
La parroquia está formada por ocho entidades de población:
- Amoeiro, aldea formada por la unión de las entidades de población de:
  - Amoeiro
  - San Marcos
- Costademonte (Costa de Monte)
- Fontes
- Los Casares (Os Casares)
- Outeiro
- Souto
- Xilfonxe (Guilfonxe)[9]

## Demografía

### Parroquia
| Gráfica de evolución demográfica de Amoeiro (parroquia) entre 2000 y 2021 |
|                                                                           |
| Datos según el nomenclátor publicado por el INE.                          |

### Aldea
| Gráfica de evolución demográfica de Amoeiro (aldea) entre 2000 y 2021 |
|                                                                       |
| Datos según el nomenclátor publicado por el INE.                      |

### Entidad de población
| Gráfica de evolución demográfica de Amoeiro (entidad de población) entre 2000 y 2021 |
|                                                                                      |
| Datos según el nomenclátor publicado por el INE.                                     |